# Oáza (Star Trek: Nová generace)
Oáza (v anglickém originále Haven) je jedna z epizod první sezóny seriálu Star Trek: Nová generace, která byla v České republice při své premiéře odvysílána jako pátá v pořadí, zatímco ve Spojených státech jako jedenáctá.

## Příběh
Planeta s názvem Cassius, jíž se říká Oáza (Haven), je další zastávkou USS Enterprise D. Pobyt na jejím povrchu má údajně léčivé účinky. Posádka chce strávit pár dnů dovolené. Z povrchu je ale na palubu přenesena svatební dárková krabice. Mluvící předmět oznámí překvapené Deanně Troi, že se má vdávat. Jejím nastávajícím se stane Wyatt Miller, jenž je lékařem. Ženicha vybrali rodiče obou mladých lidí. Postup je v souladu s tradicí planety Betazed, kde rodiče vždy vyhledávají svým potomkům budoucího partnera. Na Enterprise proto zavítají Wyattovi rodiče, ale také Deannina matka Lwaxana Troi. Výstřední dáma si přivedla sluhu jménem pan Homn.
Posádka si na přítomnost zvláštních hostů zvyká jen pomalu. Představitelka Havenské vlády prosí kapitána Picarda o pomoc. K planetě se totiž blíží loď, jež se neidentifikovala, obyvatelé ji proto považují za nepřátelskou. Planeta nemá žádné prostředky k obraně a podle smlouvy s Federací je kapitánova loď povinna ji chránit. Deanna se s Wyattem postupně blíže seznámí. Oba se s nuceným sňatkem smiřují. Poradkyně ale pozná, že její nastávající očekával někoho úplně jiného. Wyatt ji sám prozradí, že neznámou blondýnku nikdy neviděl, ale ve snech slyší její hlas a vidí její tvář. Podle svých snů ji Wyatt dokonce namaloval, portréty přinesl s sebou do kajuty. William Riker si o Deannu začíná dělat velké starosti. Před několika lety měl s Deannou více než jen přátelský vztah.
Ukáže se, že neznámá loď je tarelianská. Pomalu se blíží k orbitě planety Haven a veze smrtelnou nákazu. Tarelianská loď nereaguje na žádné pokusy o kontakt. Picard nařídí použít vlečný paprsek, aby zabránil posádce tarelianské lodi přepravit se dolů na povrch. Až poté se tarelianská posádka sama přihlásí. Wyatt je velmi překvapen, mezi posádkou je také žena z jeho snů. Jmenuje se Ariana a také zná Wyattovu podobu ze snů. Pod vlivem tohoto setkání se Wyatt rozhodne transportovat na tarelianskou loď. Vezme s sebou část lékařského vybavení, omráčí obsluhu transportéru a přepraví se na loď. Ví, že loď kvůli nákaze už nikdy nebude moci opustit. Svatební hosté pak opouštějí palubu Enterprise a loď odlétá.

## Zajímavosti
- Epizoda byla nominována na cenu Emmy za návrh účesů.

- Tvář mluvící hlavy patří herci Arminu Shimermanovi, který je známý především jako Quark v seriálu Star Trek: Stanice Deep Space Nine. Je to jeho jediné vystoupení v některém z řady seriálů Star Trek, kde neztvárňuje Ferenga.

- Režisér epizody Richard Compton se předtím také dvakrát objevil jako herec v původním seriálu Star Trek.